# Municipio de Lodi (Ohio)
El municipio de Lodi (en inglés: Lodi Township) es un municipio ubicado en el condado de Athens en el estado estadounidense de Ohio. En el año 2010 tenía una población de 1425 habitantes y una densidad poblacional de 14,11 personas por km².

## Geografía
El municipio de Lodi se encuentra ubicado en las coordenadas 39°13′54″N 82°1′3″O / 39.23167, -82.01750. Según la Oficina del Censo de los Estados Unidos, el municipio tiene una superficie total de 100.97 km², de la cual 100,72 km² corresponden a tierra firme y (0,25 %) 0,25 km² es agua.

## Demografía
Según el censo de 2010, había 1425 personas residiendo en el municipio de Lodi. La densidad de población era de 14,11 hab./km². De los 1425 habitantes, el municipio de Lodi estaba compuesto por el 96 % blancos, el 0,49 % eran afroamericanos, el 0,07 % eran amerindios, el 0,91 % eran asiáticos, el 0,21 % eran de otras razas y el 2,32 % eran de una mezcla de razas. Del total de la población el 1,05 % eran hispanos o latinos de cualquier raza.